# 楠栞桜
楠 栞桜（くすのき しお）は、バーチャルYouTuber。

## 人物
麻雀を特技としており、一人で一つの麻雀卓でプレイすることもできる。『天鳳』の有段者（二段）であり、麻雀最強戦2020公式アンバサダーに就任した。iNSIDEが2020年5月14日までに行った調査では、「雀魂 一周年大感謝杯」で優勝しそうな選手という設問で1位を獲得している。得意なコンピュータゲームはPUBGで、歌も歌う。

## 経歴

### 2020年
2月19日、「雀魂」公式生配信の麻雀エンタメ番組「てん×くす」が配信開始。天開司とともにMCを務める。
2月29日、「近代麻雀」で「楠栞桜のまーじゃん交換日記」を連載開始。
6月20日、Yostarの協力のもと3Dモデルのお披露目配信を行う。この配信の最大同時接続数はおよそ33000人を記録した。
8月20日、活動縮小・休止（#トラブルを参照）。
10月1日、近代麻雀で掲載予定だった「サクラノシオリ」および同誌で連載中だった「楠栞桜のまーじゃん交換日記」について、作者体調不良により制作中止・終了を発表。
10月8日、「てん×くす」が配信終了。終了に至る経緯は諸般の事情を鑑みて伝えられないとしている。

## トラブル
2020年8月14日、noteユーザーのIPアドレスが流出した騒動において、楠栞桜のIPアドレスと、5ちゃんねるで楠栞桜への称賛や同業者への誹謗中傷などを書き込んでいたIPアドレスが一致したことが判明し、騒動となった。楠栞桜はそのような書き込みはしていないとして疑惑を否定するとともに、書き込みを行った人物および憶測を広めている人物に関して調査を進めているとした。note社もIPアドレスの一致をもって両者が同一人物であると断定はできない旨を説明し、弁護士を交えて楠栞桜に協力することを表明している。しかし楠栞桜へのバッシングは止まらず、個人情報の特定やアカウントハックなどを試みる者も現れるに至り、8月20日にはリアルタイム配信をしばらく休止する旨を発表した。